# David Milch
David Milch (Buffalo, 23 maart 1945) is een Amerikaans televisieproducent en scenarioschrijver. Hij is vooral bekend als de (mede-)bedenker van de series NYPD Blue (1993–2005) en Deadwood (2004–2006).

## Biografie
David Milch werd in 1945 geboren in Buffalo (New York). Hij studeerde in 1966 summa cum laude af aan de Yale-universiteit. Hij maakte er net als de latere president George W. Bush deel uit van de studentenvereniging Delta Kappa Epsilon. Nadien behaalde hij een masterdiploma aan de Iowa Writers' Workshop van de universiteit van Iowa.
Om in 1968 niet aan de Vietnamoorlog te hoeven deelnemen, besloot hij zich aan te sluiten bij Yale Law School. In die periode raakte hij onder de invloed van drank en drugs en verslaafd aan gokken. Hij werd aan de universiteit geschorst nadat hij met een shotgun een zwaailicht van een politie-auto had beschoten.
In de jaren 1970 ging hij aan de Yale-universiteit aan de slag als leraar Engelse literatuur. Tijdens zijn jaren als onderwijzer assisteerde hij onder meer Robert Penn Warren en Cleanth Brooks bij het schrijven van schoolboeken. Zelf schreef hij fictieverhalen en gedichten die onder meer in de tijdschriften The Atlantic en The Southern Review gepubliceerd werden. Daarnaast schreef hij ook enkele scripts die nooit verfilmd werden.

## Carrière
In 1982 kwam Milch via Jeffrey Lewis, een gewezen studiegenoot en toenmalig scenarist van de politieserie Hill Street Blues (1981–1987), in contact met Steven Bochco, de bedenker van de serie. Bochco nam Milch meteen in dienst als scenarist. Een jaar later won hij voor de aflevering "Trial By Fury" zijn eerste Emmy Award. Na enkele seizoenen werd Milch ook uitvoerend producent van de reeks.
Begin jaren 1990 bedachten Bochco en Milch met NYPD Blue (1993–2005) een nieuwe, succesvolle politiereeks. De serie, die door ABC werd uitgezonden, had net als Hill Street Blues niet alleen aandacht voor het politiewerk maar ook het privéleven van de protagonisten en schuwde daarbij geen seksuele onderwerpen of ruige taal. Acteur Dennis Franz werd door de serie bekend als de racistische politiedetective Andy Sipowicz. In 1995 won Milch de Emmy Award voor beste dramaserie.
In 1997 probeerden Milch en Bochco voor CBS een nieuwe reeks te ontwikkelen. De serie, getiteld Brooklyn South, focuste zich in tegenstelling tot NYPD Blue op agenten in uniform, maar was geen succes. Na een seizoen werd de reeks geannuleerd.
In 2004 bedacht Milch voor HBO de westernserie Deadwood (2004–2006). Hij schreef en produceerde de reeks, die ondanks uitstekende recensies al na drie seizoenen werd stopgezet. De reeks leverde hoofdrolspeler Ian McShane in 2005 een Golden Globe op. Nadien ontwikkelde Milch voor HBO ook de dramareeks John from Cincinnati (2007). De serie was geen kijkcijfersucces en werd na tien afleveringen geannuleerd.
In 2011 bedacht Milch de misdaadserie Luck voor HBO. De serie, die zich afspeelde op en rond een paardenrenbaan, kon rekenen op de medewerking van acteur Dustin Hoffman en regisseur Michael Mann. Doordat verschillende paarden tijdens de opnames moesten afgemaakt worden, kwam de reeks al snel in opspraak. HBO besloot uiteindelijk om Luck al na een seizoen te annuleren.
In de daaropvolgende jaren werkte hij met HBO samen aan een vervolg op Deadwood. Milch schreef een script voor een twee uur durende televisiefilm. Het project werd in 2018 opgenomen en een jaar later uitgebracht onder de titel Deadwood: The Movie (2019). Hij kreeg bij het schrijven van de televisiefilm hulp van collega Nic Pizzolatto, die hij op zijn beurt hielp bij het schrijven van een aflevering van het derde seizoen van True Detective (2019).
In april 2019 onthulde Milch dat hij aan de ziekte van Alzheimer lijdt. De televisiemaker verklaarde dat de ziekte zo'n vijf jaar eerder was ontdekt na een hersenscan.

## Filmografie
- Hill Street Blues (1982–1987)
- Bay City Blues (1983)
- Beverly Hills Buntz (1987–1988) (bedenker, samen met Jeffrey Lewis)
- Capital News (1990) (bedenker, samen met Christian Williams)
- L.A. Law (1992)
- Murder One (1995)
- NYPD Blue (1993–2005) (bedenker, samen met Steven Bochco)
- Brooklyn South (1997–1998) (bedenker, samen met Steven Bochco)
- Total Security (1997) (bedenker, samen met Steven Bochco, Charles H. Eglee en Theresa Rebeck)
- Big Apple (2001) (bedenker)
- Deadwood (2004–2006) (bedenker)
- John from Cincinnati (2007) (bedenker, samen met Kem Nunn)
- Last of the Ninth (2009) (bedenker, samen met Bill Clark)
- Luck (2011–2012) (bedenker)
- The Money (2013) (bedenker)
- True Detective (2019)
- Deadwood: The Movie (2019)

## Prijzen
- Emmy Award (4):
  - 1983 – Beste scenario (dramaserie): Hill Street Blues
  - 1995 – Beste dramaserie: NYPD Blue
  - 1997 – Beste scenario (dramaserie): NYPD Blue
  - 1998 – Beste scenario (dramaserie): NYPD Blue
- Edgar Allan Poe Award (2):
  - 1994 – Beste tv-aflevering: NYPD Blue
  - 1995 – Beste tv-aflevering: NYPD Blue
- Producers Guild of America Award (1):
  - 1994 – Beste tv-producent: NYPD Blue
- Writers Guild of America Award (3):
  - 1984 – Beste drama-aflevering: Hill Street Blues
  - 1985 – Beste drama-aflevering: Hill Street Blues
  - 1999 – Laurel Award (televisie)